# Renealmia mexicana
Renealmia mexicana là một loài thực vật có hoa trong họ Gừng. Loài này được Klotzsch ex Petersen miêu tả khoa học đầu tiên năm 1890.